# L'1visible
Pour les articles homonymes, voir Invisible (homonymie).
L'1visible est un journal mensuel d'information, catholique et gratuit. Il est lancé fin janvier 2010. Le but est de proposer une vision chrétienne à un large public, avec un contenu varié et accessible. La couverture et la plupart des pages sont les mêmes au niveau national, avec des pages sur la vie locale, paroissiale ou diocésaine.

## Lancement
L'1visible est un journal de presse gratuite et écrite, fondé grâce à trois revues catholiques associées pour son lancement : l'hebdomadaire la Vie, le mensuel de prière Magnificat et le mensuel Il est Vivant !. Ce lancement intervient le 30 janvier 2010. Il est diffusé dans 2 250 villes, avec un tirage de 200 000 exemplaires. Il est destiné à atteindre le grand public.
La parution commence au numéro 01, daté de février 2010. Le titre est L'1visible, comme à la fois L'Invisible et L'Un visible, avec le chiffre 1 en remplacement partiel.
L'équipe fondatrice était composée de Jean-Baptiste Fourtané (directeur du journal), d'Hubert de Torcy (directeur de la rédaction), d'Émilie Pourbaix (rédactrice en chef), Laurence Meurville, Claire Perol et Magali Germain (journalistes reporters), Dieudonné de Lavenne (responsable Marketing et Communication), Marie-Hélène Vincent (commerciale et responsable Publicité), Vincent Julien (commercial), Claire Lelong (responsable administratif).

## Objectif
Pour L'1visible, l'objectif est d'atteindre les personnes éloignées de l'Église, de proposer une réflexion spirituelle à un large public, de rendre accessible et compréhensible l'annonce de la foi, de susciter l'intérêt en traitant aussi bien l'actualité que la psychologie, la spiritualité ou la culture. Il est aussi de rejoindre les gens là où ils sont, de leur proposer un regard chrétien sur l'actualité et sur le monde.

## Contenu
En 2010, la revue compte 24 pages d'informations générales, avec la possibilité de personnaliser le journal avec des pages sur la vie paroissiale ou sur la vie diocésaine et les informations de proximité. Le premier numéro comporte notamment une interview de Michael Lonsdale, un dossier de sociologie, une idée de voyage, des conseils pour le sacrement du baptême, et une prière proposée pour le mois. La maquette est réalisée par Rampazzo & Associés.
En 2019, le journal est remanié pour son numéro 100 avec 5 rubriques phares : 
- L'âme à vif (découvrir la foi chrétienne par le biais du témoignage) : plus de 100 personnalités connues du grand public ont été interviewées par L'1visible, tel que Nikos Aliagas, Louane, Pascal Obispo, Olivier Giroud ou plus récemment Stéphane Bern ou Amélie Nothomb.
- Vivre en harmonie, avec du développement personnel, une page famille et des conseils de lecture.
- Un monde plus humain, pour découvrir les héros du quotidien à travers des reportages et rencontres
- La foi en question avec un débat qui intéresse le grand public et des clés pour mieux comprendre la foi chrétienne
- Respirer inspiré pour découvrir la culture chrétienne à travers le tourisme et les loisirs.
L'essentiel du contenu éditorial est assuré par les journalistes de la rédaction de L'1visible. 
Les pages locales, au contenu paroissial ou diocésain, sont assurées par des journalistes amateurs formés par des professionnels.

## Direction
La directrice de L'1visible était Hélène Bordes et le rédacteur en chef est Alexandre Meyer, ancien rédacteur en chef du site Aleteia. Ils ont laissé leur place à Julien Bishop en tant que directeur (2021) et Anne-Claire Desautard-Filliol en tant que rédactrice en chef (2023).
Jean-Baptiste Fourtané en est le président, jusqu'à son départ en décembre 2012. Il est alors remplacé par Henry Huyghues Despointes, dirigeant de Kolbe Invest, holding contrôlée par la communauté de l'Emmanuel.

## Diffusion
La diffusion de départ est de 200 000 exemplaires dans 2 250 villes en février 2010. 35 diocèses sont partenaires de L'1visible, pour atteindre un large public. 350 000 exemplaires sont distribués en septembre 2010, pour un numéro consacré aux étudiants, avec des informations sur les Journées mondiales de la jeunesse en pages centrales.
Dans les années suivantes, la diffusion continue à s'élargir, d'autres diocèses ou des paroisses choisissant de remplacer leur ancien bulletin diocésain ou paroissial par un format plus moderne et en couleurs, et avec plus d'articles de fond. Ainsi, en 2011, le diocèse de Saint-Claude, couvrant le Jura, œuvre avec l'1visible pour éditer une revue de 32 pages. Cette parution jurassienne est diffusée à 22 000 exemplaires, au lieu de 1 200 pour l'ancien bulletin. C'est aussi le cas en 2013 dans le diocèse de Nantes, par exemple pour la paroisse Sainte-Marie-du-Val-de-Sèvre regroupant les clochers des cantons de Clisson et de Maisdon-sur-Sèvre. Des dons aident à la diffusion,. 
Le diocèse de Soissons lance aussi une version diocésaine du journal en septembre 2016, suivi par le diocèse du Mans à partir de mars 2017. Ils choisissent d'en faire un acte missionnaire et le diffusent à respectivement 125 000 exemplaires et 80 000 exemplaires auprès des foyers de leur département, en plusieurs versions locales. Ce choix est fait par un nombre croissant de diocèses. 

## Versions numériques
Le magazine est intégralement consultable en ligne, sur son site officiel, sous format Calaméo ou PDF.

### Identité visuelle (logo)

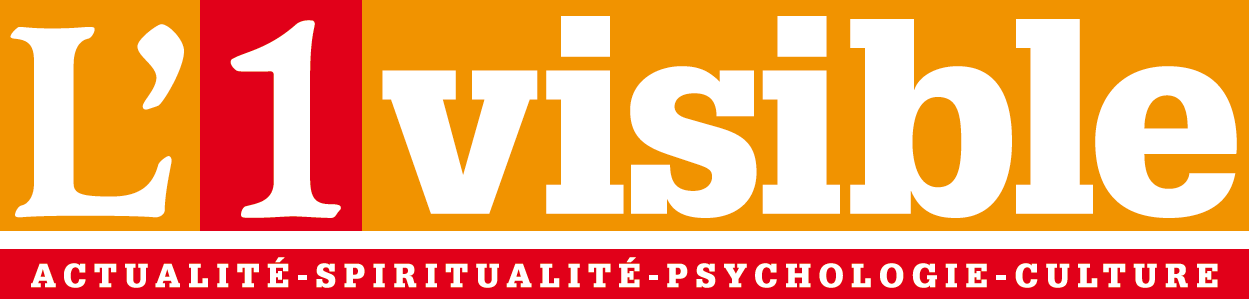
Ancien logo de L'1visible d'avant janvier 2019.